# Badische Biographien
Badische Biographien (auch Badische Biographieen) ist ein von Friedrich von Weech 1875 begründetes biographisches Nachschlagewerk zu Personen der badischen Geschichte, also eine badische Regionalbiografie.

## Erste Folge
Die ersten beiden, 1875 erschienenen Bände enthalten Biographien zu bis dahin verstorbenen Persönlichkeiten des 19. Jahrhunderts. Die weiteren vier Bände sind jeweils als Nekrolog konzipiert und enthalten nur zwischenzeitlich verstorbene Personen. 1935 erschien der sechste und letzte Band, der den Nekrolog bis zum Todesjahr 1911 fortführt. Band 5 und 6 wurden im Auftrag der Badischen Historischen Kommission herausgegeben.
Die sechs Bände enthalten sowohl Originalbeiträge zahlreicher Autoren als auch Wiederabdrucke von Nachrufen, die zuvor in Zeitungen erschienen waren.

## Neue Folge
1982 wurde unter demselben Titel eine neue biographische Reihe zu inzwischen verstorbenen Personen der badischen Geschichte gestartet, die im Auftrag der Kommission für geschichtliche Landeskunde in Baden-Württemberg herausgegeben wurde. Diese „Neue Folge“ enthielt kürzere Biographien, die sich im Aufbau an der Neuen Deutschen Biographie orientieren, und verabschiedete sich von der Beschränkung der ersten Folge auf als „positiv“ wahrgenommene Personen. Mit dem 6. Band wurde die Neue Folge abgeschlossen. 
Personen, die im badischen Landesteil von Baden-Württemberg wirkten, werden in der weiterhin erscheinenden Reihe Baden-Württembergische Biographien biografiert.

## Bibliographische Angaben
Badische Biographien
- Badische Biographieen. Erster Theil. [bis 1875, Buchstaben A–K]. Hrsg. von Friedrich von Weech. Verlagsbuchhandlung von Fr. Bassermann, Heidelberg 1875 (Digitalisat).
- Badische Biographieen. Zweiter Theil. [bis 1875, Buchstaben L–Z und Nachträge]. Hrsg. von Friedrich von Weech. Bassermann, Heidelberg 1875 (Digitalisat).
- Badische Biographieen. Dritter Theil. [1875–1881]. Hrsg. von Friedrich von Weech. Braun, Karlsruhe 1881 (Digitalisat).
- Badische Biographieen. Vierter Theil. [1881–1891]. Hrsg. von Friedrich von Weech. Braun, Karlsruhe 1891 (Digitalisat).
- Badische Biographien. V. Teil. 1891–1901. Hrsg. von Friedrich von Weech und Albert Krieger. Winter, Heidelberg 1906 (Digitalisat).
- Badische Biographien. VI. Teil. 1902–1911. Hrsg. von Albert Krieger und Karl Obser. Winter, Heidelberg 1935 (Digitalisat).

Badische Biographien Neue Folge
- Band 1. Hrsg. von Bernd Ottnad. Kohlhammer, Stuttgart 1982, ISBN 3-17-007118-1.
- Band 2. Hrsg. von Bernd Ottnad. Kohlhammer, Stuttgart 1987, ISBN 3-17-009217-0.
- Band 3. Hrsg. von Bernd Ottnad. Kohlhammer, Stuttgart 1990, ISBN 3-17-009958-2.
- Band 4. Hrsg. von Bernd Ottnad. Kohlhammer, Stuttgart 1996, ISBN 3-17-010731-3.
- Band 5. Hrsg. von Fred L. Sepaintner. Kohlhammer, Stuttgart 2005, ISBN 3-17-018976-X.
- Band 6. Hrsg. von Fred L. Sepaintner. Kohlhammer, Stuttgart 2011, ISBN 978-3-17-022290-8.